# Светско првенство у скоковима у воду 2017 — даска 1 м за мушкарце
Такмичење у скоковима у воду за мушкарце у дисциплини даска 1 метар на Светском првенству у скоковима у воду 2017. одржано је 14. јул (квалификације) и 16. јула (финале) 2017. године као део програма Светског првенства у воденим спортовима. Такмичења су се одржала у базену Дунав арене у Будимпешти (Мађарска).
Учестовао је укупно 51 такмичар из 31 земље. Титулу светског првака из 2015. није бранио кинески скакач Сје Сији. Нови светски првак постао је кинески скакач Пенг Ђенфенг који је тријумфовао са 448,40 бодова, испред сународника  Хе Чаоа и Италијана Ђованија Точија.

## Освајачи медаља
|                    | Резултат |              | Резултат |                   | Резултат |
|                    |          |              |          |                   |          |
| Пенг Ђенфенг (КИН) | 448,40   | Хе Чао (КИН) | 447,20   | Ђовани Точи (ИТА) | 444,25   |

## Учесници по земљама
На такмичењу је учестовао укупно 51 скакач из 31 земље. Свака од земаља имала је право да учествује са максимално 2 такмичара у овој дисциплини.
- Аустралија (2)
- Аустрија (1)
- Белорусија (1)
- Бразил (1)
- Велика Британија (2)
- Доминиканска Република (1)
- Египат (2)
- Италија (2)
- Јамајка (1)
- Јужна Кореја (1)
- Кина (2)
- Колумбија (2)
- Куба (2)
- Мађарска (2)
- Малезија (2)
- Мексико (2)
- Немачка (2)
- Нови Зеланд (1)
- Пољска (1)
- Порторико (1)
- Русија (2)
- Сингапур (2)
- Сједињене Државе (2)
- Украјина (2)
- Финска (2)
- Француска (1)
- Холандија (1)
- Хрватска (1)
- Чиле (2)
- Швајцарска (2)
- Шпанија (2)

## Резултати
Квалификације су одржане 14. јула са почетком у 11:00 часова, док је финал одржано два дана касније, 16. јула од 15:30 часова.
| ПЛ. | Скакач           | Држава                 | Квалификације | Квалификације | Финале            | Финале            |
| ПЛ. | Скакач           | Држава                 | Поена         | Плас.         | Поена             | Плас.             |
| --- | ---------------- | ---------------------- | ------------- | ------------- | ----------------- | ----------------- |
|     | Пенг Ђенфенг     | Кина                   | 435,15        | 1.            | 448,40            | 1.                |
| 2   | Хе Чао           | Кина                   | 431,35        | 2.            | 447,20            | 2.                |
| 3   | Ђовани Точи      | Италија                | 410,60        | 3.            | 444,25            | 3.                |
| 04. | Патрик Хауздинг  | Немачка                | 403,80        | 4.            | 439,25            | 4.                |
| 05. | Мајкл Хиксон     | Сједињене Државе       | 384,80        | 5.            | 439,15            | 5.                |
| 06. | Олег Колодиј     | Украјина               | 374,80        | 6.            | 419,05            | 6.                |
| 07. | Стил Џонсон      | Сједињене Државе       | 360,15        | 12.           | 392,50            | 7.                |
| 08. | Хаир Окампо      | Mексико                | 361,05        | 11.           | 379,00            | 8.                |
| 09. | Џејмс Хитли      | Велика Британија       | 364,00        | 9.            | 374,50            | 9.                |
| 10. | Рос Хезлам       | Велика Британија       | 367,60        | 8.            | 357,90            | 10.               |
| 11. | Иља Молчанов     | Русија                 | 373,70        | 7.            | 351,90            | 11.               |
| 12. | Ким Јоннам       | Јужна Кореја           | 361,15        | 10.           | 347,10            | 12.               |
| 13. | Никита Шлејхер   | Русија                 | 360,05        | 13.           | Нису се пласирали | Нису се пласирали |
| 13. | Ву Харам         | Јужна Кореја           | 360,05        | 13.           | Нису се пласирали | Нису се пласирали |
| 15. | Матје Росе       | Француска              | 358,80        | 15.           | Нису се пласирали | Нису се пласирали |
| 16. | Иља Кваша        | Украјина               | 349,20        | 16.           | Нису се пласирали | Нису се пласирали |
| 17. | Константин Блаха | Aустрија               | 348,20        | 17.           | Нису се пласирали | Нису се пласирали |
| 18. | Гијом Дутоа      | Швајцарска             | 346,80        | 18.           | Нису се пласирали | Нису се пласирали |
| 19. | Томасо Риналди   | Италија                | 340,15        | 19.           | Нису се пласирали | Нису се пласирали |
| 20. | Данијел Рестрепо | Колумбија              | 339,50        | 20.           | Нису се пласирали | Нису се пласирали |
| 21. | Анджеј Жешутек   | Пољска                 | 336,60        | 21.           | Нису се пласирали | Нису се пласирали |
| 22. | Николас Гарсија  | Шпанија                | 336,15        | 22.           | Нису се пласирали | Нису се пласирали |
| 23. | Алберто Аревало  | Шпанија                | 333,05        | 23.           | Нису се пласирали | Нису се пласирали |
| 24. | Кевин Чавез      | Aустралија             | 330,10        | 24.           | Нису се пласирали | Нису се пласирали |
| 25. | Ој Це Љанг       | Малезија               | 325,70        | 25.           | Нису се пласирали | Нису се пласирали |
| 26. | Џејмс Конор      | Aустралија             | 323,40        | 26.           | Нису се пласирали | Нису се пласирали |
| 27. | Адан Зуњига      | Mексико                | 322,80        | 27.           | Нису се пласирали | Нису се пласирали |
| 28. | Јонатан Зуков    | Швајцарска             | 317,30        | 28.           | Нису се пласирали | Нису се пласирали |
| 29. | Мохаб Мохимен    | Eгипат                 | 317,05        | 29.           | Нису се пласирали | Нису се пласирали |
| 30. | Ахмад Азман      | Малезија               | 313,00        | 30.           | Нису се пласирали | Нису се пласирали |
| 31. | Ли Марк Хан Минг | Сингапур               | 312,30        | 31.           | Нису се пласирали | Нису се пласирали |
| 32. | Јона Најт-Виздом | Јамајка                | 310,25        | 32.           | Нису се пласирали | Нису се пласирали |
| 33. | Јан Матос        | Бразил                 | 303,30        | 33.           | Нису се пласирали | Нису се пласирали |
| 34. | Алехандро Аријас | Колумбија              | 302,50        | 34.           | Нису се пласирали | Нису се пласирали |
| 35. | Лу Масенберг     | Немачка                | 300,85        | 35.           | Нису се пласирали | Нису се пласирали |
| 36. | Јухо Јунтила     | Финска                 | 296,15        | 36.           | Нису се пласирали | Нису се пласирали |
| 37. | Тимоти Ли        | Сингапур               | 289,50        | 37.           | Нису се пласирали | Нису се пласирали |
| 38. | Јурај Мелша      | Хрватска               | 289,30        | 38.           | Нису се пласирали | Нису се пласирали |
| 39. | Франдијел Гомез  | Доминиканска Република | 287,35        | 39.           | Нису се пласирали | Нису се пласирали |
| 40. | Рафаел Кинтеро   | Порторико              | 285,90        | 40.           | Нису се пласирали | Нису се пласирали |
| 41. | Лајам Стоун      | Нови Зеланд            | 282,65        | 41.           | Нису се пласирали | Нису се пласирали |
| 42. | Карлос Ескалона  | Куба                   | 282,20        | 42.           | Нису се пласирали | Нису се пласирали |
| 43. | Дијего Каркин    | Чиле                   | 265,95        | 43.           | Нису се пласирали | Нису се пласирали |
| 44. | Ботонд Бота      | Мађарска               | 265,45        | 44.           | Нису се пласирали | Нису се пласирали |
| 45. | Амар Хасан       | Египат                 | 260,65        | 45.           | Нису се пласирали | Нису се пласирали |
| 46. | Донато Неглија   | Чиле                   | 256,80        | 46.           | Нису се пласирали | Нису се пласирали |
| 47. | Јоуни Калунки    | Финска                 | 245,10        | 47.           | Нису се пласирали | Нису се пласирали |
| 48. | Јуи ван Етен     | Холандија              | 243,95        | 48.           | Нису се пласирали | Нису се пласирали |
| 49. | Абел Лигарт      | Мађарска               | 238,30        | 49.           | Нису се пласирали | Нису се пласирали |
| 50. | Артуро Валдес    | Куба                   | 211,40        | 50.           | Нису се пласирали | Нису се пласирали |
| 51. | Микита Ткачов    | Белорусија             | 206,40        | 51.           | Нису се пласирали | Нису се пласирали |